# Mercy (chanson de Madame Monsieur)
Pour les articles homonymes, voir Mercy.
Chansons représentant la France au Concours Eurovision de la chanson
Requiem
(2017) Roi
(2019)
Singles de Madame Monsieur
Tournera
(2016) Comme une reine
(2018)
Mercy est une chanson écrite et interprétée par le groupe Madame Monsieur. Elle est sortie le 20 janvier 2018 en téléchargement numérique comme le premier single de leur deuxième album Vu d'ici. 
C'est la chanson représentant la France au Concours Eurovision de la chanson 2018 à Lisbonne, au Portugal.

## Thème et composition
La chanson Mercy a été composée par Émilie Satt (29 ans, originaire de Vence) et Jean-Karl Lucas (35 ans, né à Amiens), les deux membres du groupe Madame Monsieur. Le style musical de la chanson est l'électro-pop.
Mercy s'inspire d'une histoire vraie, celle d'une enfant nigériane prénommée Mercy, à laquelle sa mère a donné naissance sur le navire Aquarius, peu de temps après avoir été sauvée de la noyade par l'ONG SOS Méditerranée,.
La chanteuse confie à 20 minutes peu avant l'émission Destination Eurovision : 

« Mercy est une petite fille née sur un bateau humanitaire alors que sa maman fuyait la violence de son pays. Après être passée par la Libye et enceinte jusqu’aux yeux, elle prend la mer sur un radeau en plastique. Sauvée par l’Aquarius, elle accouche sur le navire. Ce bébé, c’est Mercy. On a été émus par cette histoire.
(...) [Mercy] est une chanson d’espoir. Elle raconte ce que symbolise l’espoir dans l’horreur. C’est un témoignage. Et nous en sommes les passeurs. On n’a pas forcément d’avis, ni de solutions. On a été très touchés par cette histoire le 21 mars [date de naissance de Mercy, mais aussi de l’écriture de la chanson].
(...) Quand on a écrit, on ne pensait pas à l’Eurovision. Mais on s’est dit que ce serait un acte magnifique de porter ce titre le plus loin possible, dans plusieurs pays d’Europe. »

Sur la vidéo que le groupe a postée sur YouTube, ils commentent :

« Le 21 mars 2017, nous sommes tombés sur un tweet d’un reporter embarqué sur l’Aquarius, le bateau humanitaire affrété par SOS Méditerranée. Il y montrait la photo d’une petite fille prénommée Mercy et qui venait de naître à bord. La naissance de Mercy nous a procuré tant d’émotions que nous avons cherché une manière heureuse et réconfortante de la mettre en chanson, puis en vidéo. 
Puisque, qu’on le veuille ou non, nous sommes tous des migrants d’aujourd’hui ou d’hier, nous sommes partis à la rencontre de dizaines de personnes de toutes origines et de tous âges, d’anonymes et de personnalités, susceptibles de comprendre les raisons du long chemin pris par Mercy et sa maman. Ainsi, pendant quatre mois, armés d’un iPhone, d’une ou deux lumières et de fonds de papier Canson, nous avons sillonné Paris et quelques villes de province, et réalisé 156 portraits. À notre façon, en amateurs, mais passionnés et émus, nous avons réalisé une collection de visages et de sourires sincères, et raconté 156 fois la belle histoire de Mercy, ce bébé de l’espoir. 
Pourvu qu’elle et sa maman soient aujourd’hui en sécurité, où qu’elles aient posé la première pierre de leur nouvelle vie. »

L'auteur du tweet qu'ils évoquent est Grégory Leclerc, reporter pour Nice-Matin. Après leur victoire lors de la sélection, la chanteuse confie au journaliste : 

« Ce jour-là, le 21 mars 2017, nous étions en studio, nous cherchions l'inspiration pour une nouvelle chanson dans les sujets d'actualité. Sur Twitter, je suis tombée sur la photo de Mercy que vous veniez de poster et sur son histoire. Nous avons commencé à écrire le texte l'après-midi même et l'avons fini le lendemain. C'est seulement quelques mois après que l'Eurovision nous a appelés, en demandant si on voulait proposer une chanson. Nous nous sommes sentis capables d'y aller avec ce texte car il racontait quelque chose de fort. Une histoire vraie. Cette chanson n'est pas moralisatrice, pas politique, mais met un visage sur ce qu'on appelle les migrants. »

À la fin de la chanson, les paroles jouent sur les similarités entre le prénom Mercy (écrit avec un y pour lettre finale) et le mot « merci » : « Mercy, Mercy, je vais bien, merci… ».

## Concours Eurovision de la chanson

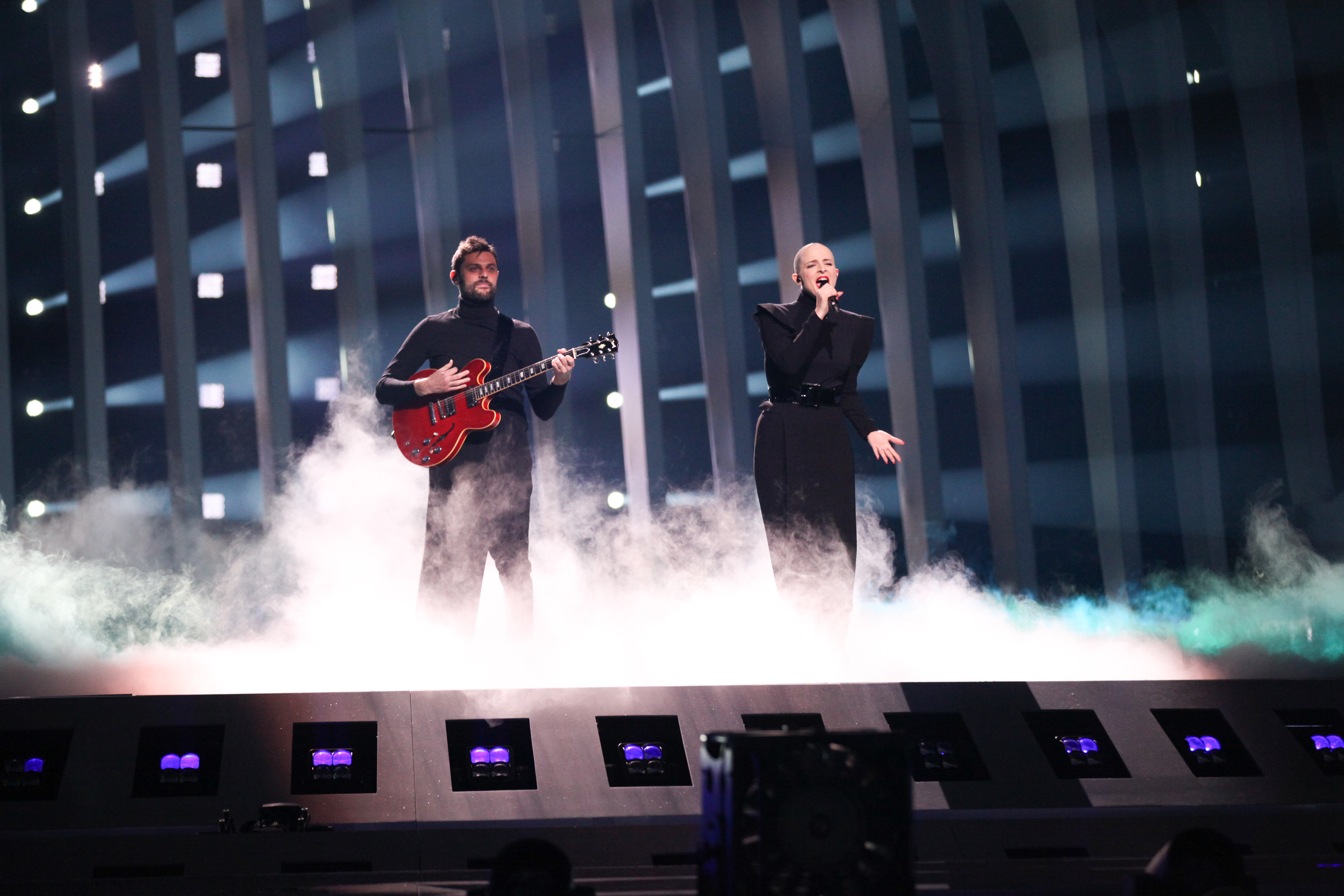
Madame Monsieur interprétant la chanson Mercy au Concours Eurovision de la chanson 2018.

### Sélection
Le 1er janvier 2018, la chanson Mercy est annoncée comme faisant partie des 18 chansons sélectionnées pour participer à l'émission Destination Eurovision, dont la chanson gagnante doit représenter la France au Concours Eurovision de la chanson.
Le 20 janvier, la chanson est présentée pour la première fois lors de la seconde demi-finale du télé-crochet. La chanson remporte au total 56 points des jurys français et internationaux, ce qui lui permet de se classer première de sa demi-finale et de se qualifier pour la finale.
Le 27 janvier, lors de la finale de Destination Eurovision, Mercy se voit attribuer 68 points par le jury international, ce qui la place en troisième position. Toutefois, le vote du public la place en première position, ce qui permet à la chanson de remporter le concours avec un total de 186 points,. 
Lors de la conférence de presse qui a suivi l’annonce des résultats, les premiers remerciements de Madame Monsieur ont aussi été pour le public : « Ça a été un retournement de situation hallucinant, c’est vraiment grâce à vous qu’on a gagné » ont-ils insisté, avant de partager « une petite pensée – une grosse pensée ! – pour tous les équipages de l’Aquarius, de SOS Méditerranée… on les embrasse très fort ! ».

### Pré-concours
Désirant conserver leur prestation à Lisbonne en français, le groupe sort néanmoins une version espagnole et une version anglaise de leur titre pour faciliter la compréhension de Mercy le 12 mai 2018.

### Concours
La France faisant partie du Big Five, la chanson Mercy est directement qualifiée pour la finale du Concours qui a eu lieu le 12 mai 2018 à l'Altice Arena de Lisbonne. 
Mercy était la 13e chanson interprétée lors de la finale, après Mall de l'Albanie et avant Lie to Me de la Tchéquie. Elle a terminé à la 13e place sur 26 chansons avec 173 points. La dernière fois que la France a remporté l'Eurovision était en 1977 avec L'Oiseau et l'Enfant de Marie Myriam.

## Réception

### Réception critique
Le président de SOS Méditerranée France, Francis Vallat, s’est réjoui de la victoire du duo à Destination Eurovision samedi soir et du soutien des téléspectateurs qui ont massivement voté pour cette chanson au message humaniste :

« Il est formidable que ce soit le vote populaire qui permette à Mercy de représenter la France à l’Eurovision. Il est évident que les Français ont voté à la fois lucidement et avec leur cœur. Quel pied de nez aux populistes, et quelle leçon de responsabilité donnée à tous ceux — à commencer par nos dirigeants — qui tergiversent ou mégotent sur le sauvetage d’êtres humains fuyant le crime contre l’humanité ! Le message est clair : quelles que soient les suites, pas question de laisser se noyer ni les migrants, ni avec eux nos valeurs et notre âme… »

### Réception commerciale
Le single entre en 8e position du classement des téléchargements en France lors de la semaine du 19 au 25 janvier 2018, et la semaine suivante, la 3e place, avant d'atteindre la 2e place après la finale.

### Récompenses
| Année | Prix                 | Catégorie         | Résultat |
| ----- | -------------------- | ----------------- | -------- |
| 2018  | Prix Marcel-Bezençon | Prix de la presse | Lauréat  |

## Liste des pistes
| 1. | Mercy | 3:59 |

| 1. | Mercy                       | 3:59 |
| 2. | Mercy (Version Eurovision)  | 3:04 |
| 3. | Mercy (Version en anglais)  | 3:58 |
| 4. | Mercy (Version en espagnol) | 3:58 |
| 5. | Mercy (Remix français)      | 3:06 |
| 6. | Mercy (Remix anglais)       | 3:06 |

## Classements

### Classements hebdomadaires
| Classement (2018)                       | Meilleure position |
| --------------------------------------- | ------------------ |
| Belgique (Flandre Ultratip 100)         | 36                 |
| Belgique (Wallonie Ultratop 50 Singles) | 10                 |
| Europe Digital Top 100 (Top 40 Charts)  | 66                 |
| France (SNEP)                           | 29                 |
| France (SNEP Ventes)                    | 2                  |
| Norvège Digital Songs (Billboard)       | 7                  |
| Suède (Sverigetopplistan)               | 90                 |

## Historique de sortie
| Région ou pays | Date            | Format                   | Label              |
| -------------- | --------------- | ------------------------ | ------------------ |
| Monde entier   | 20 janvier 2018 | Téléchargement numérique | Low Wood, Play Two |
| France         | 2018            | CD single (promotionnel) | Low Wood           |